# Leptotarsus fucatus
Leptotarsus fucatus är en tvåvingeart som först beskrevs av Frederick Wollaston Hutton 1900.  Leptotarsus fucatus ingår i släktet Leptotarsus och familjen storharkrankar. Inga underarter finns listade i Catalogue of Life.